# VinAgora Nemzetközi Borverseny
A VinAgorán évről évre egyre több ország képviselteti magát; az eseményre rendszerint 15-20 különböző országból érkeznek bor minták a borászatoktól. Európai országok, például Franciaország, Olaszország, Spanyolország és Németország mellett gyakori résztvevők a tengeren túlról érkező bor minták is, többek között az Egyesült Államok, Chile, Argentína és Ausztrália képviseletében. Ez nemcsak Magyarország, hanem az egész közép-európai régió számára jelentős nemzetközi platformot és reprezentációt biztosít.

## Technológiai újítások a bírálatban
A VinAgora a bírálati folyamat során is alkalmazza a legmodernebb technológiákat. Az értékelés során például elektronikus jegyzőkönyveket vezetnek, és egy speciális szoftver, a WineCompass segítségével végzik a pontozást, amely automatikusan kiszámítja az összesített pontszámokat ezzel kiküszöbölve a lehetséges emberi hibákat. Ez a módszer gyorsabbá és pontosabbá teszi az értékelést, biztosítva, hogy a legjobbak kerüljenek a díjazottak közé.
A VinAgora verseny borbíráinak képzése központi szerepet játszik a borverseny színvonalának fenntartásában és nemzetközi hírnevének erősítésében. A szervezők nagy hangsúlyt fektetnek arra, hogy a zsűri ismeretei naprakészek legyenek, így képzéseik a legfrissebb borászati trendeket és technikákat is felölelik. A verseny előtti tréningek során a bírák modern borkészítési eljárásokról, például a természetes borokról és alacsony alkoholtartalmú borokról tanulnak. Ezen kívül megismerkednek a különböző borvidékek jellegzetességeivel, ami segíti őket a borok nemzetközi kontextusban történő értékelésében. A bírák érzékszervi képességeinek fejlesztése szintén kulcsfontosságú, ezért szaglás- és ízérzékelési tréningek is részét képezik a programnak.
A képzés részeként a bírák nem csak a WineCompass rendszer használatát gyakorolják, hanem a kollektív bölcsesség erejét is. A „kerekasztalos” bírálat során a bizottságban lehetőség van szakmai beszélgetésekre, az értékelések konszenzusára. Ezek a csoportos műhelyek segítik az egységes szempontok szerinti, objektív értékelést, amelyet a VinAgora vakkóstolási protokolljai is támogatnak. A verseny során alkalmazott objektív értékelési rendszer minimalizálja a szubjektív befolyásokat, és biztosítja a pontozás következetességét. Az edukáció célja, hogy a bírák pártatlan, magas színvonalú visszajelzést adjanak a borászoknak. Ez az átfogó képzési rendszer hozzájárul ahhoz, hogy a VinAgora megbízható, nemzetközileg elismert versenyként szolgáljon.
A borbírák folyamatos edukációja garantálja, hogy a verseny minden évben magas szakmai színvonalon zajlik, és értékes visszajelzést nyújt a résztvevő borászatok számára. A VinAgora így nemcsak borbírálati esemény, hanem egy olyan platform is, amely a szakmai fejlődés révén a legújabb trendek és technikák színvonalas értékelését teszi lehetővé.

### Kapcsolódó események és együttműködések
A szervező Magyar Szőlő- és Borkultúra Np. Kft. (szakmai berkekben: Borkult) a VinAgora Nemzetközi Borversenynek saját rendezvényein és az általa szervezett borfesztiválokon (Rosalia Borpiknik és Budapest Borfesztivál) kiemelt megjelenést biztosít. Így a díjazott és magas pontszámot elért borok még szélesebb közönségnek kerülnek bemutatásra, ezzel több tízezer főt közvetlenül megszólítva. A verseny ez által nemcsak egy megmérettetés, hanem bormustra is. A szakmabelieknek pedig jó visszacsatolás az aktuális borászati trendekről.

### Zsűri
Világszínvonalú borokat az tud készíteni, aki vállalja, hogy munkájáról a nemzetközi borvilág ízlését és a bor világpiacát jól ismerő szakértők adnak visszajelzést. Éppen ezért minden nemzetközi borverseny elengedhetetlen feltétele a változatos összetételű, számos országból érkező, széleskörű kóstolási tapasztalattal rendelkező tagokból álló zsűri.
A VinAgora Nemzetközi Borverseny szervezői minden évben kiemelt figyelmet fordítanak arra, hogy ez a feltétel maradéktalanul teljesüljön. A nemzetközi szabályoknak megfelelően bírálóink legalább fele külföldi, összesen közel 15 országból. Hivatásukat tekintve többségük borász, de van köztük számtalan szakíró, sommelier, borkereskedő is.
A versenyre benevezett borok bírálata 5-7 fős bizottságokban zajlik, a bizottság legtapasztaltabb tagjának elnökletével.

## A borok értékelésének általános szabályai
Egy-egy bizottság tagjainak csak maximum fele érkezhet a rendező országból. A bírálat során egy komplex elektronikus bírálati rendszert használnak, az OIV 100 pontos bírálati lapjára építve, de azt kiegészítve. A borok végső pontszáma az egyes bírálók pontjainak számtani átlaga, maximum kettő, szélsőségesen eltérő pontszám kizárásával. A borkülönlegességeket (pl. pezsgők, botrytises borok, stb.) speciális bizottságok értékelik. Minden bíráló kettő kóstolópohárral dolgozik, de kérés esetén minden minta új, tiszta pohárban kerül kóstolásra. A bírálóknak folyamatosan neutrális ízű falatok és víz állnak rendelkezésre.

### Az objektív borbírálat
Teljesen objektív borértékelés nem létezik, viszont a VinAgora szervezői mindent megtesznek azért, hogy a szubjektivitást a bírálat során minimálisra csökkentsék. Így a bírálók kizárólag az alábbi adatokat ismerik a borról:
- belső adminisztrációs számok (a bíráló számára azonosíthatatlanná téve a bort)
- a bor kategóriája (pl. csendes, száraz, erősített, stb.)
- a bor évjárata

Ezen kívül szigorúan szabályozott még:
- az egy napon kóstolható borok száma (max. 45 száraz, vagy 35 édes)
- a kóstolási szériák hossza (max. 15 bor, utána szünetet kell tartani)
- a kóstolási sorrend szérián belül
- a kóstolóterem világítása (természetes, vagy ahhoz közeli fehér fény)
- a kóstolóterem levegőjének hőfoka
- a borok kóstolási hőmérséklete

### A díjak odaítélése
A VinAgora kitüntető oklevéllel elismert borok kategóriájában az alábbi érmek kerülnek odaítélésre: nagyarany-érem, aranyérem, ezüstérem.
A Vinofed (Nagy Nemzetközi Bor- és Párlatversenyek Világszövetsége) szigorú szabályzata szerint kiadott érmek száma nem haladhatja meg a nevezett borok főkategóriánkénti 30%-át, amennyiben mégis több, a 30%-ot maghaladó rész arányában a Borverseny Elnöksége megemeli az előre meghatározott ponthatárokat.

## Különdíjak
Champion díj: A bírálók a főkategóriánként elégséges nevezés esetén, legfeljebb az 5-5 legmagasabb pontszámot elért, legalább aranyérmet nyert tételei közül választják ki párhuzamos vakkóstolással a kategóriánkénti győzteseket, melyeknek a Champion díjat ítélik oda. A csendes fehér, rosé, és vörös kategóriákban a Champion díjat csak száraz bor nyerheti el, míg a pezsgő kategóriában csak a klasszikus eljárással készült, 12 g/l cukortartalom alatti termék. A botritiszes borok kategóriájában feltétel a minimum 8% v/v alkoholtartalom.
Ország legjobbja - Best of Country: Amennyiben egy külföldi országból legalább 10 minta érkezik, akkor a nevezett minták közül a legtöbb pontszámot elért arany érmes bor különdíjban részesül.
VinAgora legjobb magyar fajtabora: Amennyiben egy adott fajtából legalább 15 minta érkezik, akkor a fajtán belül a legnagyobb pontszámot elért, legalább arany érmes bor nyeri el a "VinAgora legjobb magyar fajtabora" címet, amely az oklevélen is feltüntetésre kerül.
Prix Vinofed: A Nagy Nemzetközi Bor- és Párlatversenyek Világszövetsége által odaítélt díj a legjobb száraz fehér-, rosé, és vörösbornak, valamint a legjobb brut, klasszikus eljárással készült pezsgőnek. A VinAgora Champion díjas borai a fehér, rosé, vörös és pezsgő kategóriákban automatikusan megkapják a Prix Vinofed díjat is.
A felsorolt díjakon felül a rendező Magyar Szőlő- és Borkultúra Nonprofit Kft. egyéb különdíjakat is kioszthat, melyek azonban nem eredményezhetik azt, hogy 30%-nál több bor kerül díjazásra.

## Jövőbeli kilátások
A VinAgora célja, hogy tovább növelje a borverseny nemzetközi rangját, és még több külföldi borászatot vonzzon a megmérettetésre. A verseny szervezői hosszú távon szeretnék növelni a verseny fenntarthatóságát, és több technológiai újítás is a terveik között van, mint például egy fejlettebb digitalizált pontozási rendszer és élő közvetítés, hogy a közönség is követni tudja a borverseny történéseit.

## Érdekességek
Az elmúlt évek során a VinAgorán több izgalmas rekord született. Például a legtöbb nevezett bor egy évben közel 1000 tételt számlált, amely bizonyítja a verseny növekvő népszerűségét.
A verseny külön figyelmet fordít a ritka borfajtákra és egyedi eljárásokra, például a biodinamikus borkészítésre, amely környezettudatos szőlőművelést és borkészítést foglal magában.
A rendező minden évben, véletlenszerűen ellenőrzi és összeveti a kereskedelmi forgalomban kapható borok minőségét a versenyen szereplő azonos bor mintájával.
A VinAgora kiemelt figyelmet fordít a fenntarthatóságra és a környezettudatos működésre. Az elmúlt években bevezettek több olyan intézkedést, mint a digitális jegyzetelés és értékelés (borbírálat), amellyel jelentős mennyiségű papírt takarítanak meg. Emellett a versenyző borok palackjai és a díjazásnál használt eszközök mind újrahasznosíthatóak, ezzel is csökkentve az esemény ökológiai lábnyomát.
A versenyen elnyert díjak jelentős értéket képviselnek a borászatok számára: a VinAgora-érmes borok könnyebben érvényesülnek a magyar és nemzetközi piacokon is, és számos borászat jelentős növekedést tapasztalt a versenyen elért siker után. A győztes borok külön matricával láthatók el, amelyek igazolják, hogy VinAgora minősítést nyertek el, így kiemelve a minőségüket a vásárlók számára.